# Jumping Someone Else's Train
Singles de The Cure
Boys Don't Cry
(1979) A Forest
(1980)
Pistes de Boys Don't Cry
So What Subway Song
Jumping Someone Else's Train est une chanson du groupe The Cure sortie en single sur le label Fiction Records le 20 novembre 1979.
Elle est incluse par la suite sur l'album Boys Don't Cry qui sort en février 1980.
La chanson a été écrite en réaction envers les suiveurs de mode,.
Il s'agit du dernier disque auquel participe le bassiste Michael Dempsey. Celui-ci quitte le groupe en novembre 1979.

## Contenu du single
La face B du single est occupée par la chanson I'm Cold, aux chœurs de laquelle participe Siouxsie Sioux, chanteuse des groupes Siouxsie and the Banshees et The Creatures.
45 tours
1. Jumping Someone Else's Train - 2:56
2. I'm Cold - 2:47

## Clip
Comme les deux précédents singles, Killing an Arab et Boys Don't Cry, Jumping Someone Else's Train n'a pas de clip lors de sa sortie. C'est Tim Pope qui en réalise un en 1986.
Fait d'un long plan-séquence filmé à l'arrière d'un train et passé à l'envers et en accéléré, il nous montre les rails et le paysage qui défilent.
Le groupe n'apparaît à aucun moment.